# Campionato europeo maschile di pallacanestro 1955
Il 9º Campionato Europeo Maschile di Pallacanestro FIBA (noto anche come FIBA EuroBasket 1955) si è tenuto dal 7 al 19 giugno 1955 a Budapest in Ungheria.
I Campionati europei maschili di pallacanestro sono una manifestazione biennale tra le squadre nazionali organizzata dalla FIBA Europe.

## Partecipanti
Partecipano diciotto nazionali divise in quattro gruppi: due da quattro e due da cinque squadre.
| Gruppo A                                                 | Gruppo B                                  | Gruppo C | Gruppo D                                                 |
| -------------------------------------------------------- | ----------------------------------------- | --- | -------------------------------------------------------- |
| - Inghilterra - Francia - Jugoslavia - Austria - Polonia | - Finlandia - Italia - Turchia - Ungheria | - Lussemburgo - Romania - Svezia - Svizzera - [[File: Flag of the Soviet Union (1936 – 1955).svg\|class=noviewer\| Unione Sovietica (bandiera)\|border\|20x16px]] [[Nazionale maschile di pallacanestro dell' Unione Sovietica\| Unione Sovietica]] | - Bulgaria - Germania Ovest - Danimarca - Cecoslovacchia |

## Prima fase
La vincente di ogni gara si aggiudica due punti, la perdente uno. Le prime due di ogni gruppo accedono fase finale, le rimanenti giocheranno per le posizioni dalla nona alla diciottesima.

### Gruppo A
| Gara | Data  | Ore   | Team 1      | Team 2      | 1.T.  | 2.T.  | Supp. | Finale |
| ---- | ----- | ----- | ----------- | ----------- | ----- | ----- | ----- | ------ |
| A1   | 07/06 | 19:00 | Francia     | Austria     | 35:28 | 37:28 | –     | 72:56  |
| A2   | 07/06 | 20:00 | Polonia     | Jugoslavia  | 39:25 | 30:39 | –     | 69:64  |
| A3   | 08/06 | 13:30 | Inghilterra | Francia     | 16:45 | 34:52 | –     | 50:97  |
| A4   | 08/06 | 12:00 | Polonia     | Austria     | 26:26 | 54:24 | –     | 80:50  |
| A5   | 09/06 | 08:30 | Inghilterra | Polonia     | 31:65 | 13:75 | –     | 44:140 |
| A6   | 09/06 | 22:00 | Jugoslavia  | Austria     | 37:35 | 21:23 | 10:3  | 68:61  |
| A7   | 10/06 | 11:30 | Jugoslavia  | Inghilterra | 51:25 | 47:28 | –     | 98:53  |
| A8   | 10/06 | 16:00 | Francia     | Polonia     | 13:20 | 42:37 | –     | 55:57  |
| A19  | 11/06 | 08:30 | Austria     | Inghilterra | 34:27 | 35:21 | –     | 69:48  |
| A9   | 11/06 | 10:00 | Francia     | Jugoslavia  | 20:21 | 17:19 | –     | 37:40  |

### Gruppo B
| Gara | Data  | Ore   | Team 1    | Team 2    | 1.T.  | 2.T.  | Supp. | Finale |
| ---- | ----- | ----- | --------- | --------- | ----- | ----- | ----- | ------ |
| B1   | 08/06 | 12:00 | Italia    | Turchia   | 38:32 | 48:31 | –     | 86:63  |
| B2   | 08/06 | 21:00 | Ungheria  | Finlandia | 47:24 | 47:34 | –     | 94:58  |
| B3   | 09/06 | 17:30 | Finlandia | Turchia   | 22:37 | 44:46 | –     | 66:83  |
| B4   | 09/06 | 19:00 | Ungheria  | Italia    | 32:24 | 43:34 | –     | 75:58  |
| B5   | 10/06 | 17:30 | Italia    | Finlandia | 38:27 | 50:32 | –     | 88:59  |
| B6   | 10/06 | 19:00 | Turchia   | Ungheria  | 25:31 | 30:35 | –     | 55:66  |

### Gruppo C
| Gara | Data  | Ore   | Team 1 | Team 2 | 1.T.  | 2.T.  | Supp. | Finale |
| ---- | ----- | ----- | --- | --- | ----- | ----- | ----- | ------ |
| C1   | 07/06 | 18:30 | Svezia | Svizzera | 31:43 | 21:29 | –     | 52:72  |
| C2   | 07/06 | 20:30 | Lussemburgo | [[File: Flag of the Soviet Union (1936 – 1955).svg\|class=noviewer\| Unione Sovietica (bandiera)\|border\|20x16px]] [[Nazionale maschile di pallacanestro dell' Unione Sovietica\| Unione Sovietica]] | 20:59 | 16:44 | –     | 36:103 |
| C3   | 08/06 | 08:30 | Svezia | Lussemburgo | 25:22 | 29:31 | –     | 54:53  |
| C4   | 08/06 | 19:00 | Romania | [[File: Flag of the Soviet Union (1936 – 1955).svg\|class=noviewer\| Unione Sovietica (bandiera)\|border\|20x16px]] [[Nazionale maschile di pallacanestro dell' Unione Sovietica\| Unione Sovietica]] | 37:40 | 26:39 | –     | 63:79  |
| C5   | 09/06 | 11:30 | Svizzera | Lussemburgo | 34:13 | 39:37 | –     | 73:50  |
| C6   | 09/06 | 20:30 | Romania | Svezia | 45:27 | 41:25 | –     | 86:52  |
| C7   | 10/06 | 08:30 | [[File: Flag of the Soviet Union (1936 – 1955).svg\|class=noviewer\| Unione Sovietica (bandiera)\|border\|20x16px]] [[Nazionale maschile di pallacanestro dell' Unione Sovietica\| Unione Sovietica]] | Svezia | 52:9  | 51:22 | –     | 103:31 |
| C8   | 10/06 | 22:00 | Svizzera | Romania | 17:33 | 22:30 | –     | 39:63  |
| C9   | 11/06 | 09:30 | Romania | Lussemburgo | 32:15 | 36:25 | –     | 68:40  |
| C10  | 11/06 | 11:00 | [[File: Flag of the Soviet Union (1936 – 1955).svg\|class=noviewer\| Unione Sovietica (bandiera)\|border\|20x16px]] [[Nazionale maschile di pallacanestro dell' Unione Sovietica\| Unione Sovietica]] | Svizzera | 41:24 | 46:25 | –     | 87:49  |

### Gruppo D
| Gara | Data  | Ore   | Team 1         | Team 2         | 1.T.  | 2.T.  | Supp. | Finale |
| ---- | ----- | ----- | -------------- | -------------- | ----- | ----- | ----- | ------ |
| D1   | 08/06 | 09:00 | Bulgaria       | Danimarca      | 55:13 | 52:20 | –     | 107:33 |
| D2   | 08/06 | 10:30 | Germania Ovest | Cecoslovacchia | 27:51 | 38:62 | –     | 65:113 |
| D3   | 09/06 | 10:00 | Bulgaria       | Germania Ovest | 41:24 | 56:30 | –     | 97:54  |
| D4   | 09/06 | 16:00 | Cecoslovacchia | Danimarca      | 48:10 | 52:18 | –     | 100:28 |
| D5   | 10/06 | 20:30 | Cecoslovacchia | Bulgaria       | 42:27 | 31:41 | –     | 73:68  |
| D6   | 10/06 | 10:00 | Danimarca      | Germania Ovest | 17:21 | 19:31 | –     | 36:52  |

## Gironi 9° 18º posto
Le squadre non classificatesi per la fase finale, vengono divise in due gironi da cinque squadre, le prime due di ogni girone si affrontano in un torneo ad eliminazione diretta per le posizioni dalla nona alla dodicesima, la terza e la quarta di ogni girone si affrontano con la stessa formula per le posizioni dalla tredicesima alla sedicesima, le quinte classificate disputano la finale per il diciassettesimo posto.

### Gruppo 1
| Gara | Data  | Ore   | Team 1         | Team 2         | 1.T.  | 2.T.  | Supp. | Finale |
| ---- | ----- | ----- | -------------- | -------------- | ----- | ----- | ----- | ------ |
| 1/1  | 12/06 | 10:00 | Germania Ovest | Inghilterra    | 33:22 | 34:28 | –     | 67:50  |
| 1/2  | 12/06 | 22:00 | Finlandia      | Austria        | 27:31 | 28:18 | –     | 55:49  |
| 1/3  | 13/06 | 11:30 | Svizzera       | Austria        | 26:17 | 39:24 | –     | 65:41  |
| 1/4  | 13/06 | 10:00 | Germania Ovest | Finlandia      | 26:27 | 27:38 | –     | 53:65  |
| 1/5  | 14/06 | 08:30 | Inghilterra    | Finlandia      | 26:50 | 34:44 | –     | 60:94  |
| 1/6  | 14/06 | 10:00 | Svizzera       | Germania Ovest | 21:16 | 14:18 | –     | 35:34  |
| 1/7  | 16/06 | 10:00 | Inghilterra    | Svizzera       | 28:21 | 31:32 | –     | 59:53  |
| 1/8  | 16/06 | 22:00 | Austria        | Germania Ovest | 25:16 | 21:26 | –     | 46:42  |
| 1/9  | 17/06 | 11:30 | Austria        | Inghilterra    | 21:26 | 27:25 | –     | 48:51  |
| 1/10 | 17/06 | 22:00 | Finlandia      | Svizzera       | 35:24 | 30:17 | –     | 65:41  |

### Gruppo 2
| Gara | Data  | Ore   | Team 1      | Team 2      | 1.T.  | 2.T.  | Supp. | Finale |
| ---- | ----- | ----- | ----------- | ----------- | ----- | ----- | ----- | ------ |
| 2/1  | 12/06 | 08:30 | Turchia     | Lussemburgo | 37:22 | 35:37 | –     | 72:59  |
| 2/2  | 12/06 | 11:30 | Danimarca   | Svezia      | 17:31 | 24:20 | –     | 41:51  |
| 2/3  | 13/06 | 08:30 | Francia     | Svezia      | 31:20 | 53:16 | –     | 84:36  |
| 2/4  | 13/06 | 22:00 | Turchia     | Danimarca   | 37:11 | 45:22 | –     | 82:33  |
| 2/5  | 14/06 | 11:30 | Lussemburgo | Danimarca   | 22:20 | 24:11 | –     | 46:31  |
| 2/6  | 14/06 | 22:00 | Francia     | Turchia     | 22:23 | 28:15 | –     | 50:38  |
| 2/7  | 16/06 | 08:30 | Svezia      | Turchia     | 26:45 | 20:42 | –     | 46:87  |
| 2/8  | 16/06 | 11:30 | Lussemburgo | Francia     | 17:49 | 13:35 | –     | 30:84  |
| 2/9  | 17/06 | 10:00 | Danimarca   | Francia     | 11:43 | 15:53 | –     | 26:96  |
| 2/10 | 17/06 | 08:30 | Svezia      | Lussemburgo | 34:30 | 25:35 | –     | 59:65  |

### Finale 17º posto
| Gara | Data  | Ore   | Team 1         | Team 2    | 1.T.  | 2.T.  | Supp. | Finale |
| ---- | ----- | ----- | -------------- | --------- | ----- | ----- | ----- | ------ |
| 57   | 18/06 | 09:30 | Germania Ovest | Danimarca | 23:30 | 28:19 | –     | 51:49  |

### Torneo 13º posto
|  | Semifinali  | Semifinali  | Semifinali |          |         | Tredicesimo posto  | Tredicesimo posto  | Tredicesimo posto  |  |
|  |             |             |            |          |         |                    |                    |                    |  |
|  | Lussemburgo | Lussemburgo | 55         |          |         |                    |                    |                    |  |
|  | Lussemburgo | Lussemburgo | 55         |          |         |                    |                    |                    |  |
|  | Austria     | Austria     | 80         |          |         |                    |                    |                    |  |
|  | Austria     | Austria     | 80         |          | Austria | Austria            | 52                 |                    |  |
|  |             |             |            |          | Austria | Austria            | 52                 |                    |  |
|  |             |             | Svizzera   | Svizzera | 47      |                    |                    |                    |  |
|  | Svizzera    | Svizzera    | Svizzera   | Svizzera | 47      | 54                 |                    |                    |  |
|  | Svizzera    | Svizzera    |            |          |         | 54                 |                    |                    |  |
|  | Svezia      | Svezia      | 43         |          |         | Quindicesimo Posto | Quindicesimo Posto | Quindicesimo Posto |  |
|  | Svezia      | Svezia      | 43         |          |         |                    |                    |                    |  |
|  |             |             |            |          |         |                    |                    |                    |  |
|  |             |             |            |          |         | Lussemburgo        | Lussemburgo        | 56                 |  |
|  |             |             |            |          |         | Lussemburgo        | Lussemburgo        | 56                 |  |
|  |             |             |            |          |         | Svezia             | Svezia             | 52                 |  |

| Gara | Data  | Ore   | Team 1      | Team 2   | 1.T.  | 2.T.  | Supp. | Finale |
| ---- | ----- | ----- | ----------- | -------- | ----- | ----- | ----- | ------ |
| 55   | 18/06 | 08:30 | Lussemburgo | Austria  | 23:40 | 32:40 | –     | 55:80  |
| 56   | 18/06 | 10:00 | Svizzera    | Svezia   | 26:31 | 28:12 | –     | 54:43  |
| 60   | 19/06 | 09:30 | Austria     | Svizzera | 23:19 | 29:28 | –     | 52:47  |
| 61   | 19/06 | 08:00 | Lussemburgo | Svezia   | 29:30 | 27:22 | –     | 56:52  |

### Torneo 9º posto
|  | Semifinali  | Semifinali  | Semifinali |         |           | Nono posto       | Nono posto       | Nono posto       |  |
|  |             |             |            |         |           |                  |                  |                  |  |
|  | Francia     | Francia     | 103        |         |           |                  |                  |                  |  |
|  | Francia     | Francia     | 103        |         |           |                  |                  |                  |  |
|  | Inghilterra | Inghilterra | 55         |         |           |                  |                  |                  |  |
|  | Inghilterra | Inghilterra | 55         |         | Finlandia | Finlandia        | 48               |                  |  |
|  |             |             |            |         | Finlandia | Finlandia        | 48               |                  |  |
|  |             |             | Francia    | Francia | 65        |                  |                  |                  |  |
|  | Finlandia   | Finlandia   | Francia    | Francia | 65        | 55               |                  |                  |  |
|  | Finlandia   | Finlandia   |            |         |           | 55               |                  |                  |  |
|  | Turchia     | Turchia     | 54         |         |           | Undicesimo Posto | Undicesimo Posto | Undicesimo Posto |  |
|  | Turchia     | Turchia     | 54         |         |           |                  |                  |                  |  |
|  |             |             |            |         |           |                  |                  |                  |  |
|  |             |             |            |         |           | Turchia          | Turchia          | 77               |  |
|  |             |             |            |         |           | Turchia          | Turchia          | 77               |  |
|  |             |             |            |         |           | Inghilterra      | Inghilterra      | 54               |  |

| Gara | Data  | Ore   | Team 1    | Team 2      | 1.T.  | 2.T.  | Supp. | Finale |
| ---- | ----- | ----- | --------- | ----------- | ----- | ----- | ----- | ------ |
| 53   | 18/06 | 11:00 | Francia   | Inghilterra | 43:24 | 60:31 | –     | 103:55 |
| 54   | 18/06 | 11:30 | Finlandia | Turchia     | 29:27 | 26:27 | –     | 55:54  |
| 58   | 19/06 | 12:30 | Finlandia | Francia     | 25:24 | 23:41 | –     | 48:65  |
| 59   | 19/06 | 11:00 | Turchia   | Inghilterra | 34:24 | 43:30 | –     | 77:54  |

## Fase finale
Le otto squadre qualificate alla fase finale si affrontano in un girone unico con partite di sola andata. La vittoria vale due punti, la sconfitta uno.
| Gara | Data  | Ore   | Team 1 | Team 2 | 1.T.  | 2.T.  | Supp. | Finale |
| ---- | ----- | ----- | --- | --- | ----- | ----- | ----- | ------ |
| X1   | 12/06 | 16:00 | Polonia | Romania | 32:34 | 24:35 | –     | 56:69  |
| X2   | 12/06 | 17:30 | Bulgaria | Jugoslavia | 46:29 | 38:37 | –     | 84:66  |
| X3   | 12/06 | 19:00 | Ungheria | Cecoslovacchia | 34:42 | 31:33 | –     | 65:75  |
| X4   | 12/06 | 20:30 | Italia | [[File: Flag of the Soviet Union (1936 – 1955).svg\|class=noviewer\| Unione Sovietica (bandiera)\|border\|20x16px]] [[Nazionale maschile di pallacanestro dell' Unione Sovietica\| Unione Sovietica]] | 26:30 | 22:24 | –     | 48:54  |
| X5   | 13/06 | 16:00 | Cecoslovacchia | Jugoslavia | 32:26 | 17:26 | –     | 49:52  |
| X6   | 13/06 | 17:30 | Romania | Italia | 29:29 | 35:35 | 6:9   | 70:73  |
| X7   | 13/06 | 19:00 | [[File: Flag of the Soviet Union (1936 – 1955).svg\|class=noviewer\| Unione Sovietica (bandiera)\|border\|20x16px]] [[Nazionale maschile di pallacanestro dell' Unione Sovietica\| Unione Sovietica]] | Bulgaria | 45:26 | 37:36 | –     | 82:62  |
| X8   | 13/06 | 20:30 | Ungheria | Polonia | 52:35 | 46:31 | –     | 98:66  |
| X9   | 14/06 | 16:00 | Bulgaria | Romania | 40:28 | 33:18 | –     | 73:46  |
| X10  | 14/06 | 17:30 | Italia | Ungheria | 26:37 | 39:44 | –     | 65:81  |
| X11  | 14/06 | 19:00 | Polonia | Cecoslovacchia | 31:30 | 41:38 | –     | 72:68  |
| X12  | 14/06 | 20:30 | Jugoslavia | [[File: Flag of the Soviet Union (1936 – 1955).svg\|class=noviewer\| Unione Sovietica (bandiera)\|border\|20x16px]] [[Nazionale maschile di pallacanestro dell' Unione Sovietica\| Unione Sovietica]] | 24:45 | 28:30 | –     | 52:75  |
| X13  | 16/06 | 17:30 | Cecoslovacchia | [[File: Flag of the Soviet Union (1936 – 1955).svg\|class=noviewer\| Unione Sovietica (bandiera)\|border\|20x16px]] [[Nazionale maschile di pallacanestro dell' Unione Sovietica\| Unione Sovietica]] | 42:36 | 39:38 | –     | 81:74  |
| X14  | 16/06 | 16:00 | Romania | Jugoslavia | 41:30 | 52:38 | –     | 93:68  |
| X15  | 16/06 | 19:00 | Ungheria | Bulgaria | 34:24 | 35:35 | –     | 69:59  |
| X16  | 16/06 | 20:30 | Polonia | Italia | 29:27 | 38:32 | –     | 67:59  |
| X17  | 17/06 | 16:00 | Bulgaria | Polonia | 37:25 | 25:32 | –     | 62:57  |
| X18  | 17/06 | 17:30 | Jugoslavia | Ungheria | 11:23 | 23:25 | –     | 34:48  |
| X19  | 17/06 | 19:00 | Italia | Cecoslovacchia | 20:36 | 28:60 | –     | 48:96  |
| X20  | 17/06 | 20:30 | [[File: Flag of the Soviet Union (1936 – 1955).svg\|class=noviewer\| Unione Sovietica (bandiera)\|border\|20x16px]] [[Nazionale maschile di pallacanestro dell' Unione Sovietica\| Unione Sovietica]] | Romania | 48:37 | 36:29 | –     | 84:66  |
| X21  | 18/06 | 19:00 | [[File: Flag of the Soviet Union (1936 – 1955).svg\|class=noviewer\| Unione Sovietica (bandiera)\|border\|20x16px]] [[Nazionale maschile di pallacanestro dell' Unione Sovietica\| Unione Sovietica]] | Ungheria | 30:39 | 38:43 | –     | 68:82  |
| X22  | 18/06 | 20:30 | Italia | Bulgaria | 32:35 | 40:41 | –     | 72:76  |
| X23  | 18/06 | 16:00 | Polonia | Jugoslavia | 31:29 | 36:30 | –     | 67:59  |
| X24  | 18/06 | 17:30 | Cecoslovacchia | Romania | 48:36 | 43:33 | –     | 91:69  |
| X25  | 19/06 | 14:00 | Jugoslavia | Italia | 33:29 | 33:40 | –     | 66:69  |
| X26  | 19/06 | 17:00 | Bulgaria | Cecoslovacchia | 36:34 | 31:39 | –     | 67:73  |
| X27  | 19/06 | 18:30 | Ungheria | Romania | 46:38 | 25:22 | –     | 71:60  |
| X28  | 19/06 | 15:30 | [[File: Flag of the Soviet Union (1936 – 1955).svg\|class=noviewer\| Unione Sovietica (bandiera)\|border\|20x16px]] [[Nazionale maschile di pallacanestro dell' Unione Sovietica\| Unione Sovietica]] | Polonia | 60:36 | 41:40 | –     | 101:76 |

## Classifica Finale
| Campione d'Europa | Campione d'Europa | Campione d'Europa |
| --- | --- | --- |
| Ungheria3 Bánhegyi, 4 Czinkán, 5 Mezőfi, 6 L. Hódy, 7 Papp, 8 Greminger, 9 Zsíros, 10 Bogár, 11 Simon, 12 Bencze, 13 Cselkó, 14 Tóth, 15 Dallos, 16 J. Hódy, All. János Páder | | |
| Argento | Cecoslovacchia | Cecoslovacchia3 Horniak, 4 Tetiva, 5 Škeřík, 6 Bobrovský, 7 Kozák, 8 Matoušek, 9 Baumruk, 10 Rylich, 11 Mrázek, 12 Merkl, 13 Lukášik, 14 Kolář, 15 Šíp, 16 Sís, All. Josef Fleischlinger                                    |
| Bronzo | [[File: Flag of the Soviet Union (1936 – 1955).svg\|class=noviewer\| Unione Sovietica (bandiera)\|border\|40x40px]] [[Nazionale maschile di pallacanestro dell' Unione Sovietica\| Unione Sovietica]] | Unione Sovietica3 Vlasov, 4 Rešetnikov, 5 Siliņš, 6 Stonkus, 7 Petkevičius, 8 Bočkarëv, 9 Konev, 10 Korkia, 11 Lauritėnas, 12 Ozerov, 13 Moiseev, 14 Laga, 15 Torban, 16 Semënov, All. Konstantin Travin                    |
| 4. | Bulgaria | Bulgaria3 Mančenko, 4 Gančev, 5 Mirčev, 6 Rajkov, 7 Raškov, 8 Kuzov, 9 G. Panov, 10 Totev, 11 Barčovski, 12 L. Panov, 13 Tomovski, 14 K. Bobev, 15 Radev, 16 Gjaurov, All. Božidar Takev                                    |
| 5. | Polonia | Polonia3 Kamiński, 4 Zagórski, 5 Wawro, 6 Sterenga, 7 Fęglerski, 8 Młynarczyk, 9 Przywarski, 10 Złotek-Złotkiewicz, 11 Bednarowicz, 12 Wójcik, 13 Nartowski, 14 Pacuła, 16 Pawlak, 17 Olszewski, All. Władysław Maleszewski |
| 6. | Italia | Italia3 Damiani, 4 Cappelletti, 5 Nesti, 6 Costanzo, 7 Margheritini, 8 Gamba, 9 Lucev, 10 Riminucci, 11 Bizzaro, 13 Gambini, 14 Posar, 15 Sardagna, 16 Macoratti, All. Jim McGregor                                         |
| 7. | Romania | Romania3 Ganea, 4 Popovici, 5 Nedef, 6 Folbert, 7 Răducanu, 8 D. Niculescu, 9 E. Niculescu, 10 Fodor, 11 Erdögh, 13 Nagy, 14 Kadar, 15 Cojocaru, 16 Spiridon, All. Vasile Popescu                                           |
| 8. | Jugoslavia | Jugoslavia3 Müller, 4 Minja, 5 Bjegojević, 6 Andrijašević, 7 Demšar, 8 Popović, 9 Konjović, 10 Zupančić, 11 Blašković, 12 Katić, 13 Loci, 14 Ćurčić, All. Aza Nikolić                                                       |
| 9. | Francia | Francia3 Pontais, 4 Planque, 5 Monclar, 6 Freimuller, 7 Perniceni, 8 Rey, 9 Owen, 10 Grange, 11 Marcelot, 12 Buffière, 13 Vacheresse, 14 Beugnot, 15 Bertorelle, 16 Giraud, All. Robert Busnel                              |
| 10. | Finlandia | Finlandia3 Lampén, 4 Nuutinen, 5 Lindholm, 6 Suviranta, 7 Heinänen, 8 Virtanen, 9 Salonen, 10 Sylander, 11 Ravantti, 12 Kuusela, 13 Jokinen, 14 Mutru, 15 Tuominen, All. Eino Ojanen                                        |
| 11. | Turchia | Turchia3 Böke, 4 Granit, 5 Tanık, 6 Tezol, 7 Erim, 8 Okaya, 9 Gülçelik, 10 Yalım, 11 Karabelen, 12 Dinçer, 13 Erimer, 14 Ertan, 15 Türkoğlu, 16 Alkan, All. Samim Göreç                                                     |
| 12. | Inghilterra | Inghilterra3 Hoy, 4 Wedge, 5 Bruce, 6 Smith, 7 Ledbrook, 8 Cladingboel, 9 Fearn, 10 Cook, 11 Roblou, 12 Rix, 13 James, 14 Wilkinson, 20 Agnelli, 22 Byrne, All. -                                                           |
| 13. | Austria | Austria3 Brousek, 4 Hackl, 5 Gebhardt, 6 Döppes, 7 Polansky, 8 Schmidt, 9 Thiering, 10 Schürer, 11 Baczinsky, 12 Karall, 13 Machek, 14 Vecernik, 15 Přívozník, 17 Probst, All. Janos Gerdov                                 |
| 14. | Svizzera | Svizzera3 C. Lambrecht, 4 Albrecht, 5 Redard, 6 Currat, 7 Baumann, 8 V. Bally, 9 Bossy, 10 Cottier, 11 Chiappino, 13 Etter, 14 Chevalley, 15 Voisin, 16 P. Worpe, 17 M. Robert, All. Théo Winkler                           |
| 15. | Lussemburgo | Lussemburgo3 Steinmetz, 4 Birel, 5 Wolter, 6 Lettal, 7 Kemp, 8 Schmalen, 9 Kieffer, 10 Simon, 11 Lickes, 12 Scharlé, 13 Meyers, 14 Christophory, All. Pierre Kelsen                                                         |
| 16. | Svezia | Svezia3 S. Widén, 4 B. Widén, 5 Ö. Widén, 6 Holmberg, 7 Törnblom, 8 Helgöstam, 9 Herrman, 10 Hallberg, 11 Cardell, 12 af Trolle, 13 Gustavsson, 14 Oldenmark, 15 Renner, 16 Ragge, All. Lars-Åke Nilsson                    |
| 17. | Germania Ovest | Germania Ovest4 K. Pfeiffer, 5 Waldowski, 6 Vogt, 7 Beyerlein, 8 E. Friebel, 9 Siebenhaar, 10 Schober, 11 Roth, 12 Stolz, 13 U. Schmitt, 14 Müller, 15 Griese, 16 Brehm, All. Anton Kartak                                  |
| 18. | Danimarca | Danimarca3 Søgaard, 4 Korsbjerg, 5 Tantholdt, 6 Meilsej, 7 Lillelund, 8 Rasmussen, 9 Nielsen, 10 Starup-Hansen, 11 P. Hintz, 12 T. Malmqvist, 13 Mouritsen, 14 S. Sparre, All. -                                            |

## Premi individuali
- MVP del torneo:  János Greminger